# Estação Viaducto
A Estação Viaducto é uma das estações do Metrô da Cidade do México, situada na Cidade do México, entre a Estação Chabacano e a Estação Xola. Administrada pelo Sistema de Transporte Colectivo, faz parte da Linha 2.
Foi inaugurada em 1º de agosto de 1970. Localiza-se no cruzamento da Estrada de Tlalpan com a Rua Segovia. Atende o bairro Álamos, situado na demarcação territorial de Benito Juárez, e o bairro Viaducto Piedad, situado na demarcação territorial de Iztacalco. A estação registrou um movimento de 7.597.169 passageiros em 2016.